# TN 70 (核弾頭)
TN 70はフランスが開発した核弾頭。熱核弾頭であり、M4A潜水艦発射弾道ミサイルのMIRV弾頭として搭載されていた。M4Aミサイルには6発が搭載され、同ミサイルを16基搭載するル・ルドゥタブル級原子力潜水艦1隻分の96発が生産された。1987年からは改良型のTN71核弾頭/M4Bミサイルの配備が始められており、TN 70/M4Aも1997年までに退役した。